# Suskənd
Suskənd è un comune dell'Azerbaigian situato nel distretto di Qax. Conta una popolazione di 211 abitanti.